# Павлівський ліс
Па́влівський ліс — ботанічна пам'ятка природи місцевого значення в Україні. Об'єкт природно-заповідного фонду Дніпропетровської області. 
Розташована в межах Дніпровського району Дніпропетровської області, на північ від села Василівка. 
Площа 5 га. Статус надано згідно з рішенням облвиконкому від 22.06.1972 року № 391. Перебуває у віданні навчально-дослідного господарства «Самарський». 
Статус надано для збереження природного комплексу в межах балки, яка є одним з відгалужень балки Чернечої. Трав'яний покрив представлений степовим різнотрав'ям, серед якого є рідкісні види рослин. Також зростають невеликі гайки та окремі групи дерев і кущів. 